# Irena Milnikiel

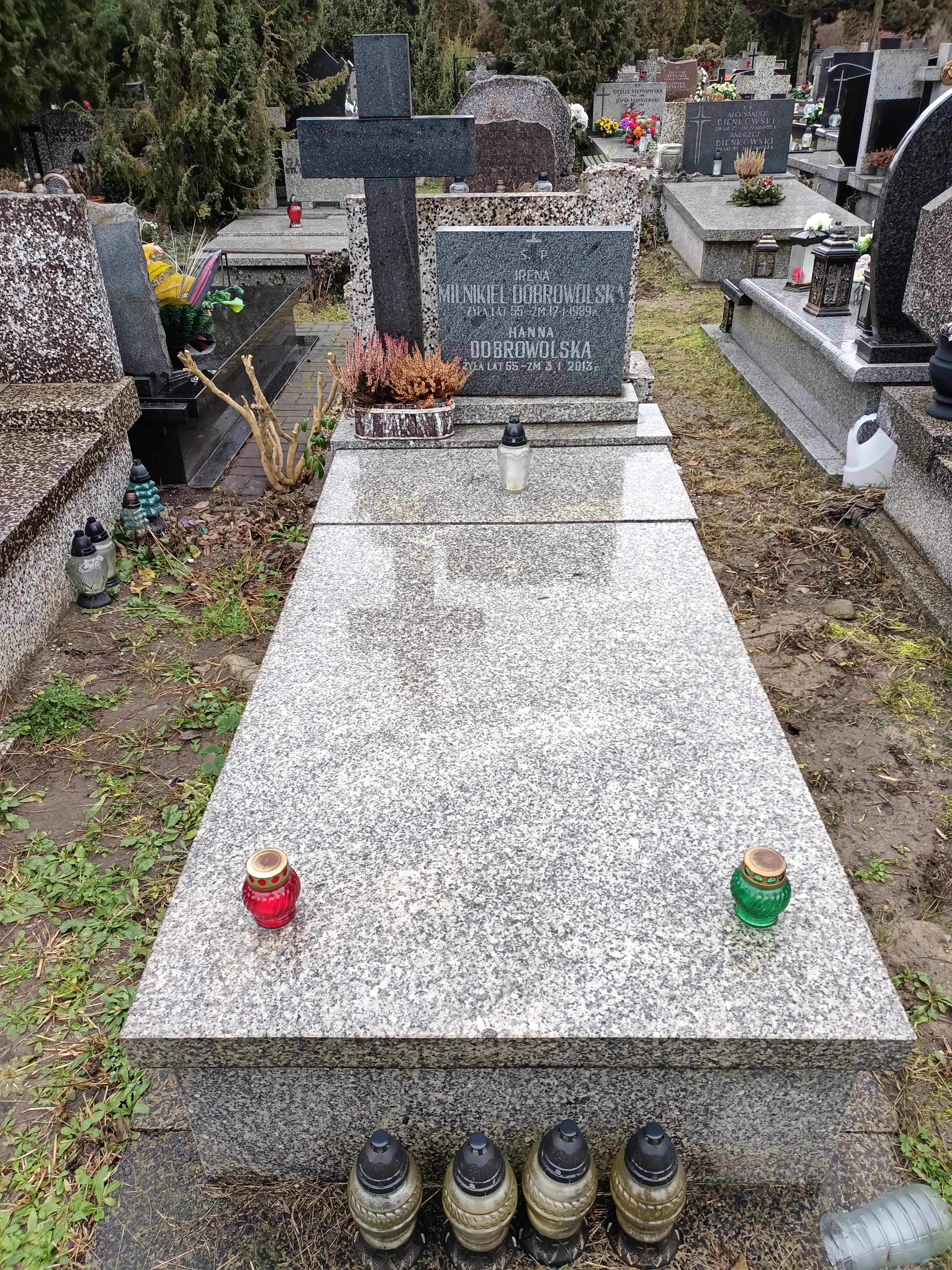
Grób Ireny Milnikiel-Dobrowolskiej na cmentarzu Północnym w Warszawie

Irena Milnikiel-Dobrowolska (ur. 8 grudnia 1933 w Skarżysku-Kamiennej, zm. 12 stycznia 1989 w Warszawie) – polska pływaczka, olimpijka z LIO w Helsinkach, 1952, lekarz chirurg.
W latach 50 XX wieku najwybitniejsza polska specjalistka stylu grzbietowego. Mistrzyni Polski w wyścigu na:
- 100 m stylu dowolnym - 1953
- 100 m stylem grzbietowym - 1952, 1957
- 200 m stylem grzbietowym - 1952,1957

Wielokrotna rekordzistka Polski. Na Letnich Igrzyskach Olimpijskich w 1952 r. startowała w wyścigu na 100 m stylem grzbietowym odpadając w eliminacjach.

## Życiorys
Jej ojcem był Eugeniusz Milnikiel, dyplomata w latach 40 i 50 XX wieku. Wyszła za mąż za Mieczysława Dobrowolskiego, pływaka, trenera i filmowca. 
Pochowana na cmentarzu komunalnym Północnym w Warszawie(kwatera: W-III-13, rząd:10, grób:12).